# Revaler Killo
Der Revaler Killo (estnisch Tallinna kilud) ist eine Fischspezialität aus der estnischen Stadt Tallinn (früher Reval).
Sie wird aus dem Killoströmling (Clupea killo, Sprotten), einer kleinen, lokal bei Reval und Paldiski vorkommenden Fischart, hergestellt. Der Fisch ist pikant in Pfeffer und Lorbeer eingelegt. Er wird insbesondere als Sakuska zu Wodka verzehrt.
Im Jahr 2012 wurde die Produktion vom letzten gewerblichen Hersteller OÜ Papissaar eingestellt, der mit vier Mitarbeitern den Revaler Killo herstellte. Als Grund für die Produktionseinstellung wurde die Fischknappheit, hohe Kosten für den Fisch sowie gestiegene Kosten für die traditionellen aus Weißblech gefertigten Fischbüchsen genannt.

## Rezept

### Zutaten
Etwa 100 frische Killos oder Brätlinge, 200–300 g Salz, 2 Esslöffel Englisch Gewürz, 2 Esslöffel Pfeffer, 20 Lorbeerblätter, 1 Esslöffel Zucker, ½ Glas Wasser, 2–3 Esslöffel starker Wein.

### Zubereitung
Die Fische werden ausgenommen, schnell gewaschen und mit den grob gestoßenen Gewürzen lagenweise in ein Einmachglas geschichtet bis diese ¾ voll ist. Das Wasser wird mit Zucker und Salz aufgekocht und erkaltet über die Fischchen gegossen. Das Glas mit Pergamentpapier oder Cellophan verbinden.
Nach 2–3 Tagen mit etwas Wein übergießen. Nach 1½-2 Wochen sind die Killos fertig.